# Мартинкино
Марти́нкино (рос. Мартынкино, чув. Мартынкасси) — присілок у складі Аліковського району Чувашії, Росія. Входить до складу Чувасько-Сорминського сільського поселення.
Населення — 113 осіб (2010; 143 у 2002).
Національний склад:
- чуваші — 99 %